# 루비박스
루비박스 출판사는 2002년 3월 28일에 원형준이 설립한 대한민국의 출판사이다. 종합출판사로 인문, 역사, 사회과학서를 비롯해 소설, 에세이, 경제경영, 예술, 실용, 자기계발 서적등을 출간한다. 클럽 오디세이Club Odyssey브랜드로는 소설을 비롯한 문학작품이 출간되고 있다. 